# Batalha de Lorraine
A Batalha de Lorraine (14 de agosto - 7 de setembro de 1914) foi uma batalha na Frente Ocidental durante a Primeira Guerra Mundial. Os exércitos da França e da Alemanha tinham completado a sua mobilização, os franceses com o Plano XVII, para conduzir uma ofensiva através da Lorena e Alsácia para a Alemanha e os alemães com Aufmarsch II West, para uma ofensiva no norte através do Luxemburgo e da Bélgica para a França, complementada com ataques no sul para evitar que os franceses transferissem tropas para a maior ameaça no norte.

## Vítimas
Em 2009, Holger Herwig usou registros do Sanitätsberichte para dar 34 598 baixas no 6º Exército em agosto, com 11 476 mortos. No 7º Exército houve 32 054 baixas em agosto, com 10 328 homens mortos.